# Sinoalaria cavernicola
Espèce
Synonymes
- Alaria cavernicola Lin, Li & Jäger, 2014

Sinoalaria cavernicola est une espèce d'araignées aranéomorphes de la famille des Theridiosomatidae.

## Distribution
Cette espèce se rencontre au Laos et en Thaïlande dans des grottes.

## Description
Le mâle holotype mesure 1,52 mm et la femelle 2,65 mm.

## Systématique et taxinomie
Cette espèce a été décrite sous le protonyme Alaria cavernicola par Lin, Li et Jäger en 2014. Le nom Alaria Zhao & Li, 2012, étant préoccupé par Alaria Schrank, 1788, il a été remplacé par Sinoalaria par Zhao et Li en 2014.

## Étymologie
Son nom d'espèce lui a été donné en référence au lieu de sa découverte, une grotte.

## Publication originale
- Lin, Li & Jäger, 2014 : « Four new spider species of the family Theridiosomatidae (Arachnida, Araneae) from caves in Laos. » ZooKeys, no 391, p. 75-102 (texte intégral).